# Inkrustacija
Inkrustacija (latinski: incrustatio = umetanje) je vrsta dekoracije; ukrašavanje kiparskih i arhitektonskih površina umetanjem ljepšeg i skupocjenijeg materijala.
U graditeljstvu se unutarnji i vanjski zidovi mogu inkrustrirati umetanjem ploča od ljepšeg i skupocjenijeg mramora ili raznobojnog kamena u obliku kvadrata pravokutnika, romba ili sl. poredane da tvore ornamentalne motive. Upotrebljavaju se na crkvenom namještaju (oltari, biskupski stolci, tabernakuli) i graditeljstvu (stupovi, zidovi). Sličan postupak u drvu je intarzija.
U Kini, u razdoblju "zaraćenih kraljevstava" (dinastija Chou), pored tehnike oblaganja zlatnim listićima, ustaljuje i tehnika zlatnih i srebrnih inkrustacija koje se u početku izvode tako da se hladnim kovanjem u osnovnu kovinu (obično broncu) utiskuju zlatni ili srebrni komadići, kao i komadići drugih rijetkih kovina (isprva komadići željeza).

## Poveznice
- Kiparske tehnike
- Intarzije